# Miss Guatemala 2013
La 59ª edición del certamen Miss Guatemala, correspondiente al año 2013, se realizó el 14 de agosto de 2013 en el Crowne Plaza Guatemala Hotel, en Ciudad de Guatemala, Guatemala. Candidatas de 13 Departamentos compitieron por el título. Al final del evento Laura Godoy, Miss Guatemala 2012, coronó a Paulette Samayoa de Petén como su sucesora.
La noche final fue emitida en vivo y en directo por los canales Nacionales de Guatemala. La gala final estuvo conducida por Jackellinne Piccinini y Cristian Zamora. 

## Resultado
| Posiciones                   | Delegada                                 |
| ---------------------------- | ---------------------------------------- |
| Miss Guatemala 2013          | Petén – Paulette Samayoa                 |
| Miss World Guatemala         | Guatemala - Loraine Quinto               |
| Miss Guatemala Internacional | Baja Verapaz – Sara Guerrero             |
| Virreina                     | Quetzaltenango - Mayela Águila           |
| Primera Finalista            | Departamento San Marcos - Analí Calderón |
| Segunda Finalista            | Santa Rosa - Alejandra Morales           |

## Candidatas
13 candidatas compitieron en Miss Guatemala 2013.
| Departamento/Municipio  | Candidata              |
| ----------------------- | ---------------------- |
| Baja Verapaz            | Sara Guerrero          |
| Departamento San Marcos | Analí Calderón         |
| Escuintla               | Isabella Vasquez       |
| Guatemala               | Loraine Quinto         |
| Huehuetenango           | Sara Mishell Escobar   |
| Izabal                  | Amy Moreno Villeda     |
| Jutiapa                 | Gloria Corina Menéndez |
| Miss Guatemala USA      | Ana Rodas              |
| Municipio de San Marcos | Dulce Camel            |
| Petén                   | Paulette Samayoa       |
| Quetzaltenango          | Mayela Águila          |
| Quiché                  | Mishell Mizha Mayen    |
| Santa Rosa              | Alejandra Morales      |

- Datos: Q25259034